# Le porno killers
Le porno killers è un film italiano del 1980 diretto da Roberto Mauri.
Ultimo film della carriera da regista di Roberto Mauri, interpretato da Carmen Russo (accreditata come Carmen Bizet) e Cintia Lodetti.

## Trama
Virginia ed Elisabeth sono due ragazze sensuali e disinibite nonché killer di professione, che vivono in una lussuosa villa in Germania, mantenendo i due giovani amanti, con i quali si intrattengono quando non sono in missione.
Ingaggiate per eliminare un criminale per uno sgarbo, partono in missione per Roma, dove incorrono in una serie di avventure sia criminali che sessuali. Riescono infine a raggiungere l'obbiettivo, il quale a sua volta offre un triplo compenso qualora venga risparmiato. Le due hanno un appassionato rapporto sessuale ma infine lo uccidono comunque, intascando entrambi i compensi.